# Radio France Internationale
Radio France Internationale (zkratka: RFI) je francouzská rozhlasová stanice vysílající do zahraničí zpravodajské a publicistické relace s důrazem na dění ve Francii a frankofonních státech.

## Historie
Stanice byla založena francouzskou vládou roku 1975 jako součást francouzského rozhlasu (Radio France) určená pro vysílání do francouzské rovníkové Afriky. Od roku 1986 byl její statut změněn (s účinností od roku 1987) novým zákonem který jí umožňuje provoz nezávislý na Radio France.
Od roku 2008 je (spolu s France 24 aj.) součástí France Médias Monde (tehdy pojmenované Audiovisuel extérieur de la France).

## Provoz stanice
RFI funguje pod záštitou francouzského ministerstva zahraničí, které také financuje jeho provoz. Vysílá zejména ve francouzštině, dále v angličtině, khmerštině, portugalštině, rumunštině, ruštině, čínštině, hauštině, svahilštině, perštině, vietnamštině a španělštině. Vysílá na krátkých vlnách, v řadě měst (včetně Prahy) je vysílání též přenášeno v pásmu VKV (Praha 99,3 MHz). Lze ji poslouchat též přes internet a některé pořady stahovat jako podcast.